# Eiffelova věž
Eiffelova věž (francouzsky La Tour Eiffel /tuʀ ɛfɛl/) je ocelová věž v Paříži, v současnosti nejznámější pařížská dominanta. Byla postavena v letech 1887 až 1889 a až do roku 1930, kdy byl dostavěn Chrysler Building, byla s výškou 300,65 metrů nejvyšší stavbou světa. Dnes měří včetně antény na vrcholu 330 metrů. Je pojmenována po svém konstruktérovi Gustavu Eiffelovi.
Eiffelova věž byla postavena u příležitosti stého výročí velké francouzské revoluce a Světové výstavy, která se v roce 1889 v Paříži konala, a měla zde původně stát jen 20 let do roku 1909. Ovšem kvůli svému významu coby meteorologická stanice a později i rozhlasový a televizní vysílač byla zachována. Pařížané tuto stavbu nejprve nenáviděli a označovali ji za trn v oku. Spisovatel Guy de Maupassant pravidelně navštěvoval v ní umístěnou restauraci s tím, že je jediným místem v Paříži, odkud se na věž nemusí dívat. Mezi kritiky stavby patřili také Émile Zola nebo Alexander Dumas. V návaznosti na nákladnou údržbu věže se ji český podvodník Viktor Lustig pokusil v roce 1925 dvakrát fingovaně prodat do šrotu.
V současnosti je věž významným turistickým cílem, na nějž jsou Pařížané hrdí a který ročně navštíví asi 7 milionů lidí (2014) z celého světa.
Věž má tři plošiny, první je ve výšce 57 metrů, druhá ve výšce 115 metrů a třetí ve výšce 276 metrů. Třemi nohami věže jezdí lanovky do prvního a druhého patra, ve čtvrté noze jsou schodiště pro pěší[zdroj?]. Z druhého patra pak vedou výtahy do třetího patra. Maximální oscilace vrcholu i při velmi silném větru je 12 centimetrů, výška může vlivem teplot (tepelná roztažnost) kolísat až o 18 centimetrů. Při optimální viditelnosti lze z vrcholu dohlédnout až do vzdálenosti 67 kilometrů. Pod věží se nachází busta Gustava Eiffela, kterou sem v roce 1923 umístil Antoine Bourdelle.
Pod balkonem první plošiny se po celém obvodu nachází nápis složený ze 72 jmen významných vědců a inženýrů, jako uznání a připomínka toho, že bez jejich teoretických i praktických příspěvků vědě by vybudování věže nebylo možné.
Věž byla předlohou mnoha imitací, například i pro Petřínskou rozhlednu či Blackpool Tower.

## Historie

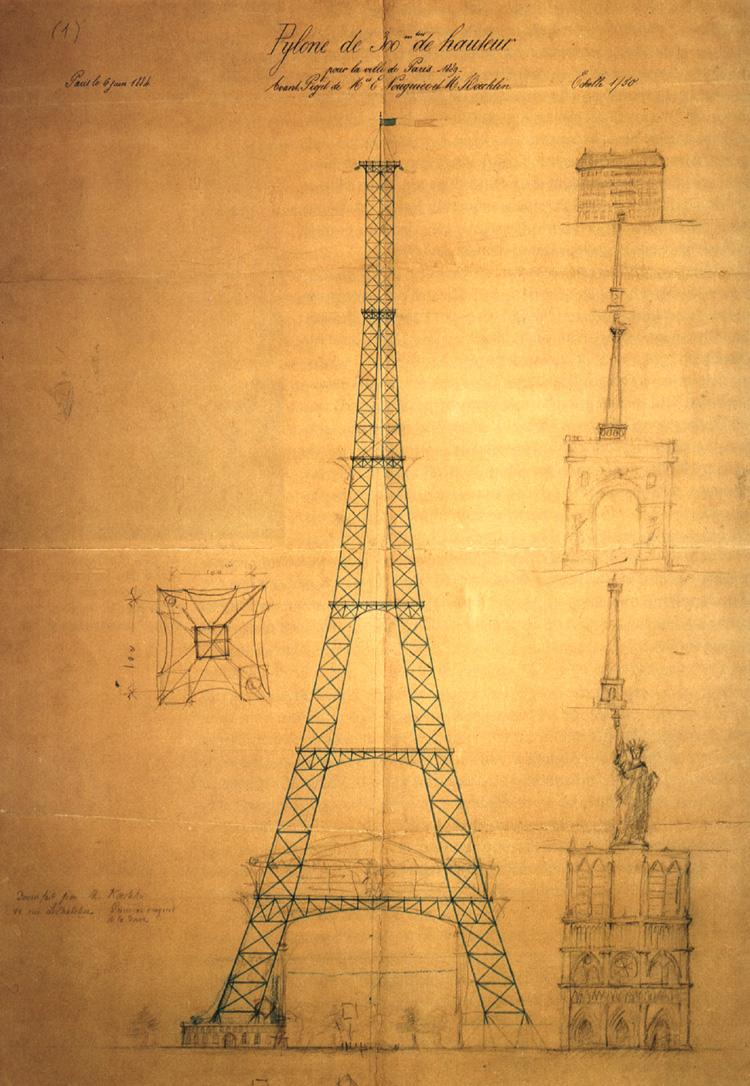
původní plán

### Plánování
První plány stavby byly zahájeny už v roce 1877. Stavba probíhala v letech 1887 až 1889 jako vstupní brána na Světové výstavě 1889, jako symbol oslav 100 let od Francouzské revoluce. Eiffel se svými plány původně počítal s postavením věže ve španělské Barceloně v roce 1888, kdy tam probíhala Světová výstava. Radní města ale tento návrh zamítli, protože projekt byl moc nákladný a v ohledu architektury města také nevkusný. Poté, co byl Eiffel ve Španělsku odmítnut, podal svůj návrh Paříži, kde se výstava konala o rok později. V Paříži bylo předvedeno mnoho návrhů. Například obří gilotina na počest obětem revoluce, nebo vysoký sloup, na jehož vrcholu by bylo umístěno světlo, které by osvětlovalo noční město. Objevila se také obří 220 m vysoká fontána, z které by tryskala voda široko daleko. Nakonec ale zvítězil plán Gustava Eiffela.
Na tomto projektu pracovalo 50 inženýrů, aby vypracovalo 5300 výkresů. Všech 18 038 železných trámů bylo detailně vykresleno. Konstrukce ze svářkové oceli vyrobené pudlováním váží asi 7300 tun, ale celková hmotnost je 10 100 tun. Věž se skládá z 18 038 ocelových kusů, které jsou spojeny pomocí dvou a půl milionů nýtů. Na nátěr bylo spotřebováno 60 tun barvy.

### Výstavba

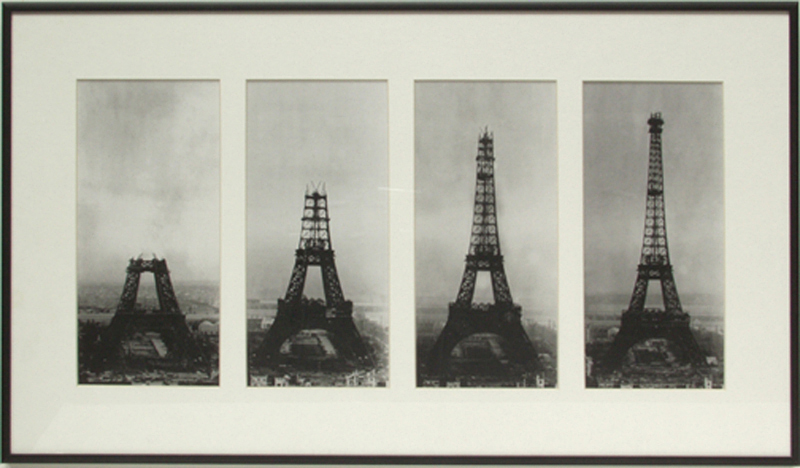
Postup výstavby

Práce začaly 28. ledna roku 1887 a byly dokončeny těsně před zahájením výstavy v březnu 1889. Stavba věže se původně předpokládala na 14 měsíců, nakonec se však skoro zdvojnásobila na 26 měsíců a její cena prodražila o 1,5 milionu franků. Na věži pracovalo 150 dělníků v továrně v Levallois-Perret na okraji Paříže a 150–300 dělníků na místě. Přímo na stavbě tak bylo namontováno asi jen 1 000 000 nýtů, zbylých 1 500 000 bylo využito na spojení konstrukce v továrně.
Nejprve byly vybudovány základy, díky kterým stavba vyvíjí tlak na zeminu pouhých 4,5 kg/cm2, což je asi hodnota sedícího člověka na židli. Montáž kovových konstrukcí začala v červenci 1887. Jako stavbyvedoucí působil Jean Compagnon. Výstavba probíhala pomocí jeřábů, které zvedaly do výšky někdy až 30metrové složené železné konstrukce. Pomocí lešení a podpůrných sloupů stavba probíhala až do výstavby první plošiny (57 m). Ta byla dokončena 7. prosince 1887. Podobným způsobem se pokračovalo i při výstavbě druhé plošiny ve 115 metrech. Ta byla dokončena v srpnu 1888. V září 1888, když bylo dostavěno 2. patro, začali pracovníci stávkovat. Nechtěli pracovat 9 hodin v zimním období a 12 hodin v létě. Také se jim nelíbily jejich platy, protože práce na věži znamenala velké riziko. I když měli pracovníci lepší finanční podmínky než většina lidí v té době v tomto řemesle, tak jim Gustave Eiffel vyhověl a zvýšil jim platy, ale nerozlišovala se výše platů podle výšky, ve které zaměstnanec pracoval. Gustave Eiffel to odůvodnil tím, že není vůbec žádný rozdíl jestli pracují v 50 m výšce, nebo v 200 metrové. O tři měsíce později vypukla druhá stávka, při které zaměstnanci odmítli vyjednávat.
Riziko úrazů bylo obrovské, protože na rozdíl od mrakodrapů věž neměla žádná patra s výjimkou dvou plošin. I když byly při stavbě použity bezpečnostní prvky jako například bezpečnostní zábradlí, jeden člověk v průběhu stavby zemřel poté, co ztratil rovnováhu a spadl. Každých sedm let probíhají nátěry a ošetření proti korozi železné konstrukce. Při těchto rekonstrukcích se spotřebuje asi 50–60 tun barvy.

### Otevření
Dne 6. května 1889 byla věž otevřena pro veřejnost. Otevření bylo uvítáno 21 salvami z děla. Působila jako vstupní brána na probíhající veletrhy, které končily 15. května téhož roku. V prvním týdnu ještě nefungovaly výtahy. I přesto Eiffelovu věž navštívilo za ten týden 28 922 lidí, kteří vyšlapali po schodech až do třetího patra. Za první rok provozu ji navštívilo 2 miliony lidí, tehdy bylo vstupné 5 franků za osobu. Po skončení veletrhů a slávy, která vznikla po otevření, rychle ubyli návštěvníci. Například v roce 1899 ji navštívilo pouze 150 000 návštěvníků. Oživení návštěvnosti probíhalo až v roce 1900, kdy v Paříži opět probíhala Světová výstava. Za ten rok bylo evidováno více než milion návštěvníků, což je několikanásobek oproti minulým rokům. Po skončení veletrhů opět navštěvovalo věž minimum návštěvníků. Budoucnost věže tehdy nebyla zaručena a mohla být i zbourána, jak bylo plánováno na rok 1909.

### Význam

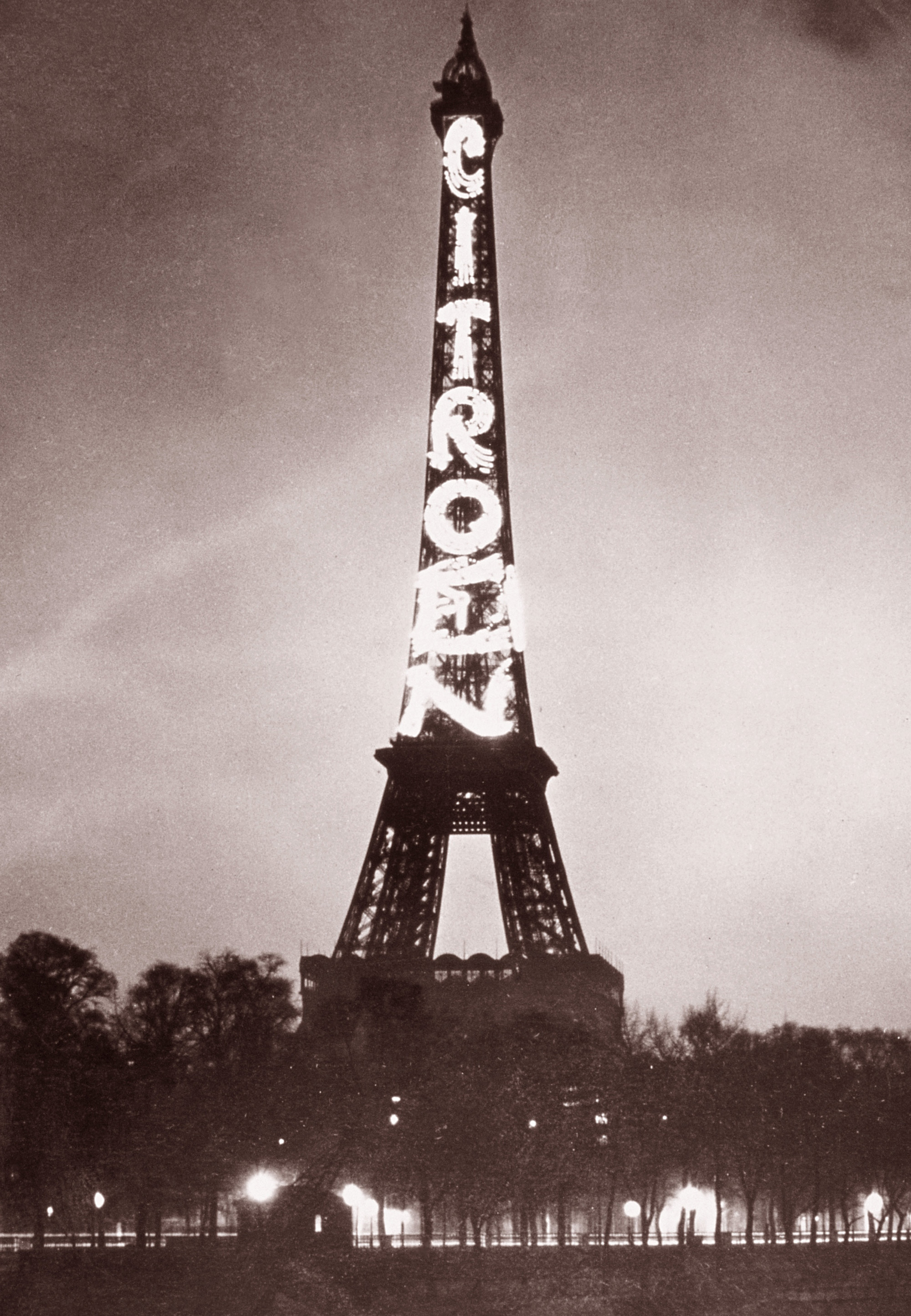
Tehdejší největší reklama na světě

V roce 1889 byla na posledním patře pro Ústřední meteorologický úřad zprovozněna se souhlasem Gustava Eiffela meteorologická stanice. 5. listopadu 1898 Evžen Ducretet provedl první bezdrátové telegrafní spojení mezi Eiffelovou věží a Pantheonem na vzdálenost asi 4 km. V roce 1903 Eiffel, který hledal cestu, jak zabránit likvidaci své věže po vypršení koncese v roce 1909, přesvědčil kapitána Gustava Ferrié odpovědného za bezdrátová spojení v armádě, o vhodnosti využití věže k experimentům na tomto poli. Sám financoval instalaci zařízení, které umožnilo spojení až na vzdálenost 400 km. V roce 1909 armáda zřídila u věže podzemní radiotelegrafickou ústřednu a 1. ledna 1910 proto byla Eiffelovi prodloužena koncese na provozování věže. V roce 1913 mělo vysílání z věže dosah 6 000 km a bylo zachycené i v Americe a na lodích na oceáně. V roce 1909 byl u paty věže postaven malý pokusný aerodynamický tunel, ve kterém bylo provedeno asi 5 000 měření. V roce 1920 byl vysílač pro vojenské sítě přestavěn i na civilní. Roku 1921 začalo z věže pravidelné vysílání rozhlasových programů a od roku 1925 zde začaly vysílat první zprávy. Věž je nejvyšším bodem v pařížské oblasti a nachází se v samotném centru města, a proto byl zdejší rádiový vysílač strategický v průběhu první i druhé světové válce a je strategický dodnes. V roce 1935 započalo z věže první televizní vysílání s rozlišením 60 řádků. V roce 1957 byly na věži instalovány první satelitní antény. Díky nové anténě dosáhla věž výšky 320,75 metrů. V roce 2000 byla na věži instalována vysokofrekvenční anténa a věž tím povyrostla na 324 m. V roce 2010 byly provedeny úpravy pro přechod na digitální vysílání pro celý region Ile-de-France.

### Životnost
Smlouva ze dne 8. ledna 1887, kterou podepsali Gustave Eiffel, Édouard Lockroy a Eugène Poubelle, zařídila provoz věže na 20 let od slavnostního otevření v roce 1889 do konce roku 1909. Nakonec byla prodloužena životnost stavby o dalších 70 let, a to hlavně díky strategickému významu bezdrátové telegrafie, pro kterou bylo ideální umístění vysílací antény na vrcholu věže. 17. února 1981 bylo městskou radou schváleno prodloužení koncese na provozování Eiffelovy věže o dalších 25 let do Silvestra roku 2005, převážně díky vysílání z věže a turistické atraktivitě. Od 1. ledna roku 2006 má na starost provoz věže organizace SETE, ta získala kontrakt na dalších 10 let. Stoprocentním vlastníkem společnosti je město Paříž.

## Popis věže
Věž je 324 metrů vysoká a stojí na čtvercovém pozemku o délce strany 125 metrů v nadmořské výšce 33 metrů nad mořem.

### Základy a spodní část stavby
Základy stavby tvoří 4 betonové bloky. 2 bloky jsou z 2 m silného betonu, který leží na 7metrové vrstvě štěrku.
Zbylé dva bloky blíže k řece Seině jsou postaveny pod hladinou řeky, kvůli prosakující vodě musely být postaveny pomocí ocelových kesonů, ve kterých byl stlačen vzduch a ve kterých pracovali dělníci, aby beton mohl ztvrdnout.
Na betonových kvádrech se nachází 16 menších bloků, které svírají stavbu, aby se nerozjela. Z těchto bloků vede v úhlu 54 stupňů ocelová konstrukce, která je k nim ukotvena více než sedmimetrovými šrouby.
- Oblouky ve spodní části mají průměr 74 m. Nejvyšší bod oblouku je 39 m nad zemí.
- Pilíře – ve třech pilířích se nachází lanovka vedoucí do prvního patra.

### První patro

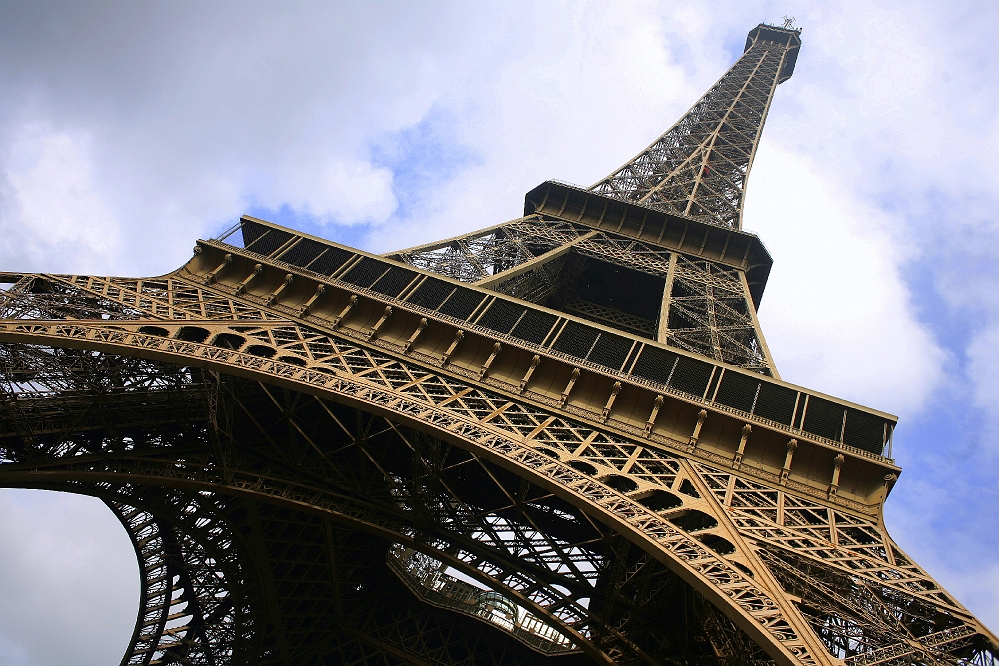
Pohled zespodu

Nachází se 57 m nad zemí (360 schodů). S plochou 4 200 m2 může pojmout až 3000 lidí v jednom okamžiku.
Nachází se zde restaurace 58 Tour Eiffel, ze které je krásný panoramatický výhled na Paříž, ale i na vnitřek věže. Dále se zde nachází kavárna, bufet, kino uvádějící filmy o věži, směnárna a pošta, která zde prodává poštovní známky s označením „La Tour Eiffel – Paris“. Do tohoto patra se dostaneme jak po schodišti, tak i třemi výtahy. Původní výtahy byly dodány francouzskou firmou Combaluzier Lepape Roux a americkou firmou Otis. V původních výtazích byly instalovány sedačky, ty byly odstraněny, protože se zdálo, že jsou na pár minutovou jízdu zbytečné a navíc vznikl prostor pro více lidí. U příležitosti 125. výročí byla v prvním patře vybudována nová prosklená podlaha.

### Druhé patro
Nachází se 115 m nad zemí (359 schodů z prvního patra). Má plochu 1 650 metrů čtverečních, zvládne nápor až 1 600 lidí naráz. Z patra je při dobré viditelnosti výhled i 70 km. Nachází se zde proslulá restaurace Le Jules Verne, která má kapacitu asi 100 lidí. Dostaneme se sem z prvního patra výtahy, nebo pěšky po schodišti.

### Třetí patro
Je ve výšce 275 m a jeho plocha, která unese 400 lidí najednou, je 350 m2. Do tohoto patra se široká veřejnost dostane pouze výtahem, pro veřejnost je schodiště vedoucí z druhého patra uzavřeno. Sídlí zde meteorologická laboratoř. Na střeše patra se nachází vysílač, který byl nainstalován v roce 1959. V současnosti zprostředkovává signál asi pro 10 milionů domácností. Oscilace vrchního patra při silném větru je 12 cm. V letních jasných a horkých dnech může věž vyrůst díky roztažnosti kovů až o 18 cm.

### Restaurace
Věž má dvě restaurace. Jednu v prvním patře a druhou ve druhém patře. Nižší restaurace s názvem 58 Tour Eiffel nabízí panoramatický výhled na Paříž. Restaurace Le Jules Verne, která se nachází ve druhém patře, má dokonce i svůj soukromý výtah. Tato restaurace obdržela slavnou hvězdu od Průvodce Michelin. Zaměstnává 90 zaměstnanců, z toho 30 kuchařů.

## Návštěvnost

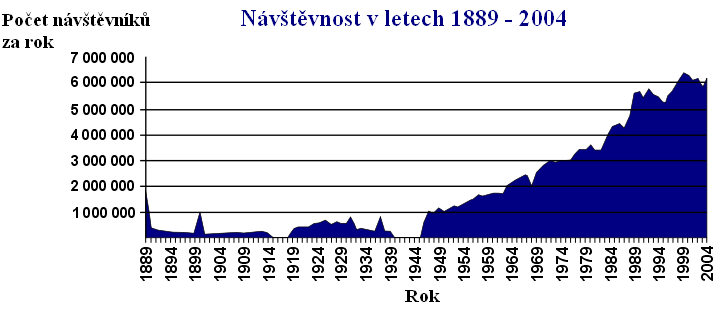
Návštěvnost

Po druhé světové válce začala rapidně narůstat návštěvnost. Zatímco v roce 1950 navštívilo věž asi milion lidí, v roce 1970 už to byly 2,5 milionu lidí a v roce 1990 dokonce 5,5 milionů lidí. V roce 1970 se stala věž jedním z hlavních symbolů Paříže a celé Francie. V okolí stavby začaly probíhat koncerty a věž se objevuje téměř v každém americkém filmu odehrávajícím se v Paříži. V posledních letech už návštěvnost běžně přesahuje 6 milionů, proto si věž vyžádala rozsáhlou rekonstrukci. Bylo zapotřebí zrenovovat výtahy, instalovat bezpečnostní prvky a přizpůsobit věž pro obrovský nápor turistů. Celkově od jejího dokončení v roce 1889 už věž navštívilo více než 200 milionů lidí. V roce 2006 stavbu navštívilo 6 719 200 lidí, díky tomuto číslu se Eiffelova věž stala jednou z nejnavštěvovanějších památek světa.

## Výšková posloupnost nejvyšších staveb světa
Eiffelova věž byla nejvyšší stavbou světa od svého dokončení v roce 1889 až do roku 1930, kdy ji přerostl mrakodrap Chrysler Building v americkém městě New York. Do roku 1889 byly postaveny pouze tři stavby, které překročily výšku 150 m. Byly to katedrála Nanebevzetí Panny Marie v Rouenu (150 m) ve Francii, katedrála sv. Petra v Kolíně nad Rýnem (169 m) v Německu a Washingtonův monument (170 m) ve Spojených státech amerických. Eiffelova věž tak překonala tyto tři stavby dvojnásobně.
Nyní drží prvenství mrakodrap Burdž Chalífa, otevřený v lednu 2010 v Dubaji. Měří 828 m a je tak nejvyšší stavbou postavenou člověkem. Předchozí prvenství náleželo polskému vysílači Konstantynow. Měřil 646 m. Tento ocelový stožár se ale 8. srpna 1991 zřítil. Poté byl nejvyšší stavbou světa stožár v Severní Dakotě (629 m), a jako nejvyšší mrakodrap Taipei 101 s 508 metry. Ale mrakodrap Willis Tower (dříve Sears Tower) má nejvyšší bod ve výšce 527,3 m. Tento bod se ale nachází na vrcholu antény, která se do výšky budovy nepočítá, protože byla přimontována až později po dostavbě mrakodrapu. Proto je jeho oficiálně uznávaná výška „pouze“ 442 m, což je výška do střechy.
Za dobu 120 let se výška lidmi postavené konstrukce 2,7× znásobila (Eiffelova věž má 300 m a Burdž Chalífa má 828 m).
| Překonala stavbu                        | Eiffelova věž                            | Byla překonána stavbou            |
| Washingtonův památník (Washington, USA) | Eiffelova věž (Paříž, Francie) 1889–1930 | Chrysler Building (New York, USA) |

## Repliky

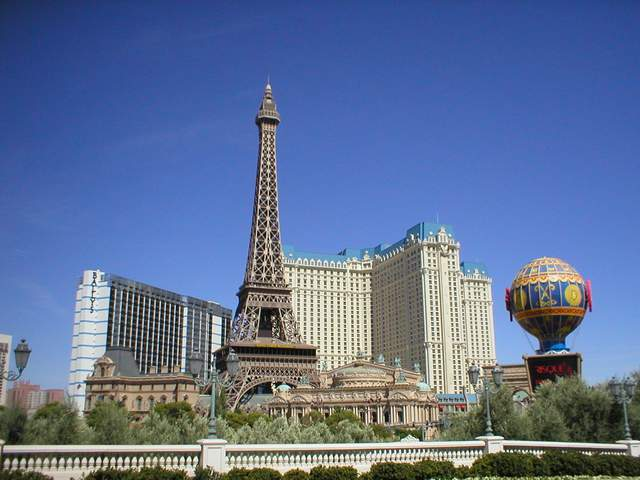
Replika v měřítku 1:2, která je součástí hotelu Paris Las Vegas

Eiffelova věž nebyla prvním návrhem takto vysoké stavby. Předtím prezentoval svůj návrh Angličan Richard Trevithick, který v roce 1833 navrhoval železnou stavbu, která se tyčila do výšky 304 m. Američané Clarke a Reeves představili na světové výstavě ve Philadelphii v roce 1876 věž vysokou 1000 stop (asi 300 m). Francouz Jules Bourdais navrhl žulovou 300 metrovou věž začátkem 80. let 19. století. Žádný z těchto projektů ale nebyl realizován. Pouze návrh Gustava Eiffela spatřil světlo světa. Po její dostavbě se všude po světě začaly objevovat projekty, které překonávaly výšku 300 m. Například Velká Británie, aby si zachovala svou hrdost a měla symbol, který by prezentoval její sílu, vyhlásila konkurz na výstavbu věže, která by překonala 360 m. Avšak tento projekt také nebyl realizován.
- V Lyonu se objevila první replika, která se podobala zčásti Eiffelovce. Tato stavba byla určena pro vysílání.
- Jako další se objevila v Praze menší napodobenina. Ta nese název Petřínská rozhledna a má výšku 60 metrů.
- Replika Eiffelovky v měřítku 1:2 je součástí hotelu Paris Las Vegas a měří 165 m.
- Další v Tchien-tu-čcheng, Chang-čou, Čína a měří 108 m.
- Asi stometrová napodobenina byla instalována v zábavním parku Kings Island v Ohiu, USA a v parku Kings Dominion ve Virginii.
- Přesně 100 m vysoká kopie se nachází ve městě Shenzhen v Číně.
- A mnoho dalších menších kopií po celém světě...

## Fotografický a filmařský objekt
Eiffelova věž coby novodobý symbol Paříže (původním pařížským symbolem byl kohout) je vděčným objektem nejen pro fotografy, ale i pro filmaře. Objevila i v mnoha hraných filmech, které se odehrávají v Paříži, některé z nich se odehrávají přímo v prostorech věže.

## Galerie

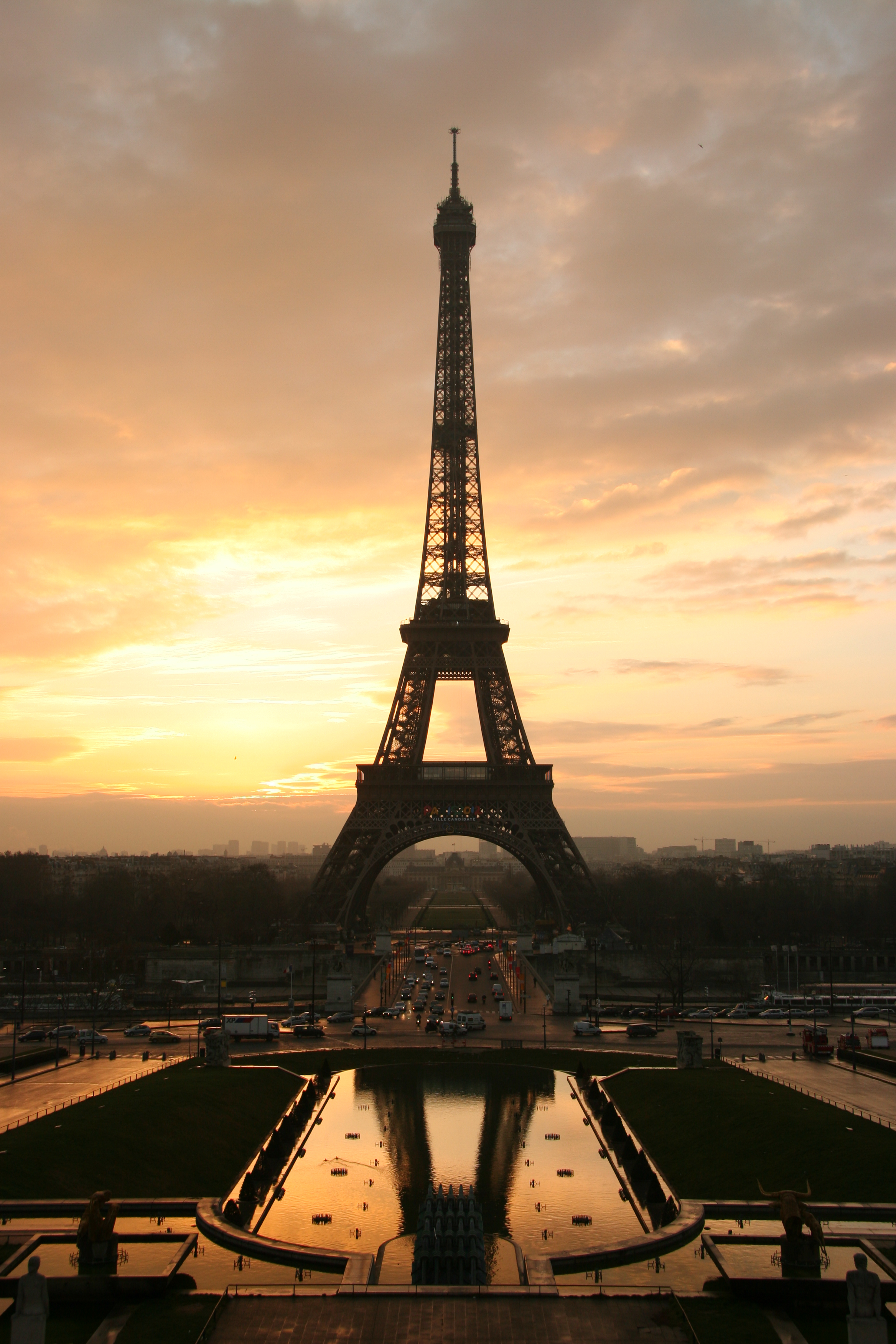
Eiffelova věž při západu slunce
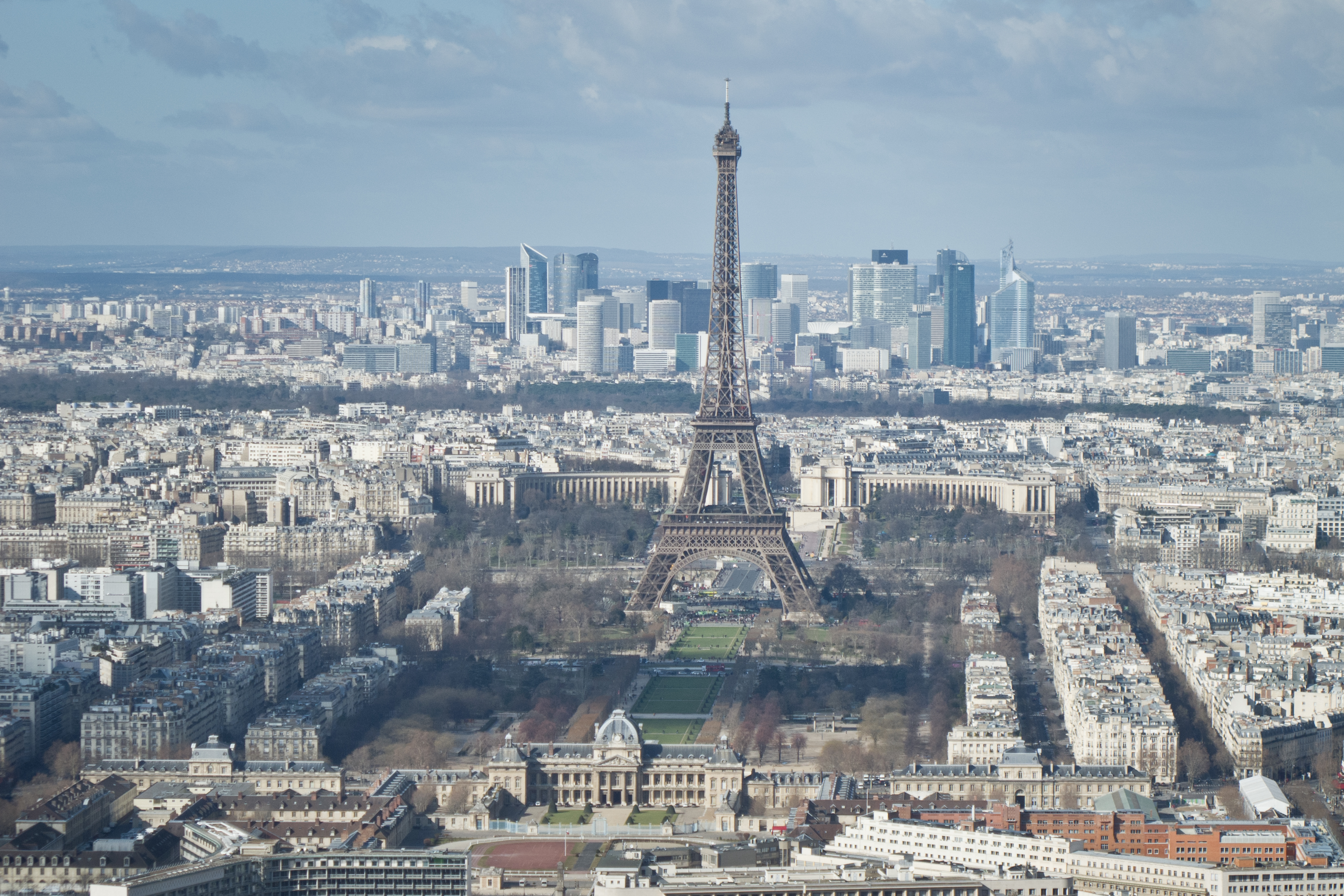
Pohled z mrakodrapu Tour Montparnasse, v pozadí mrakodrapová čtvrť La Défense
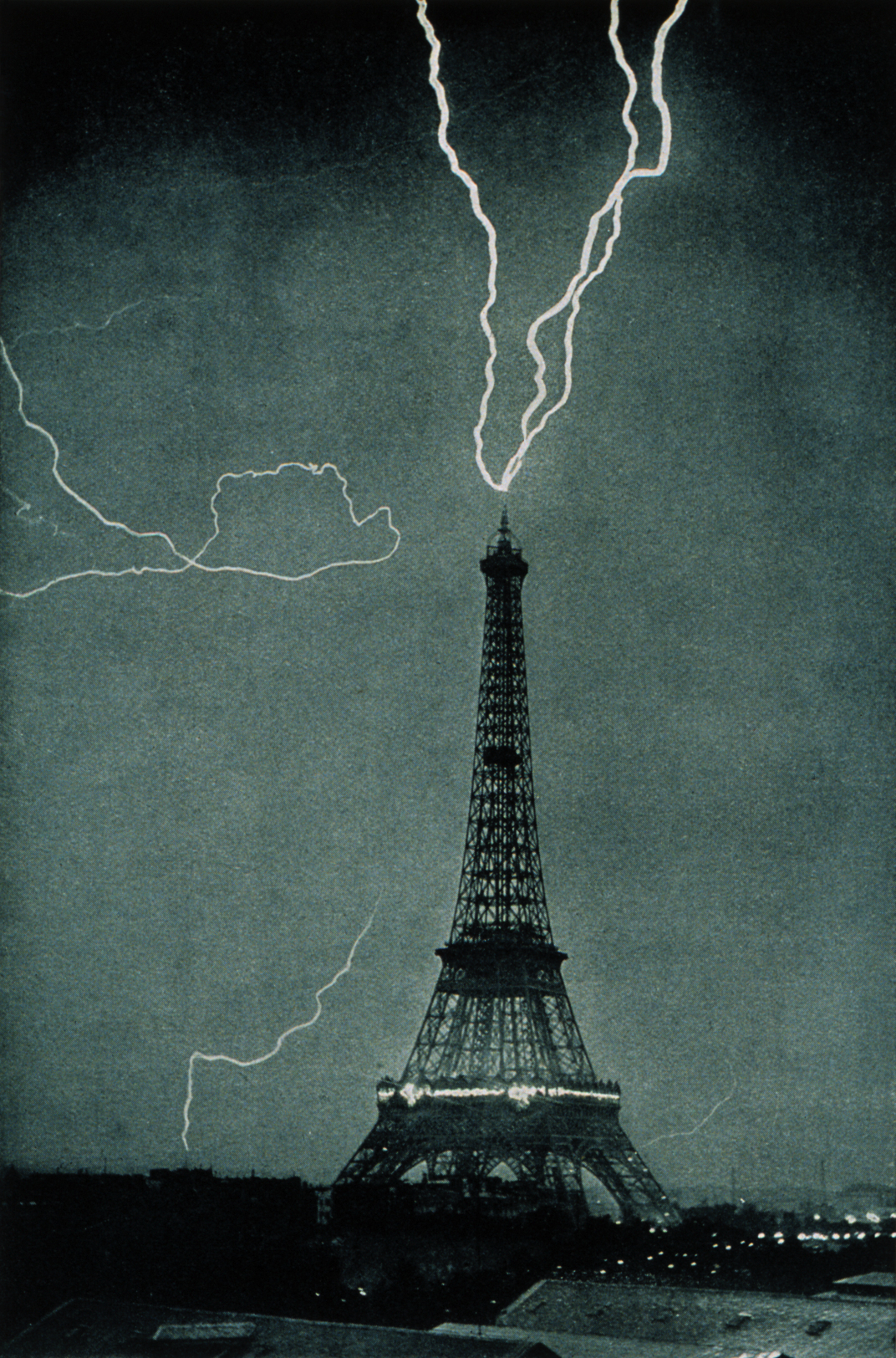
Jedna z prvních fotografií blesků nad Eiffelovou věží, 1902
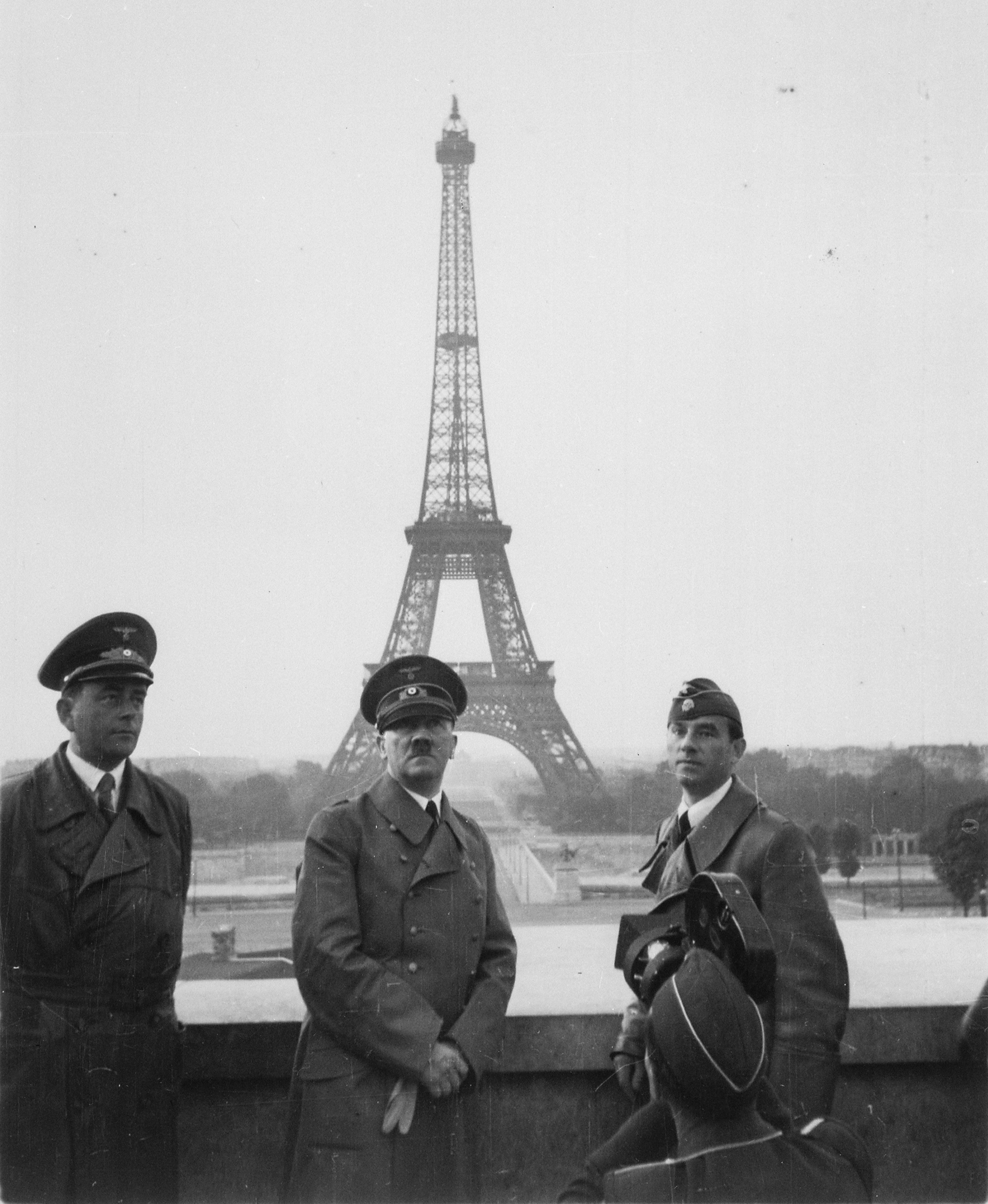
Adolf Hitler a Albert Speer v Paříži v létě 1940
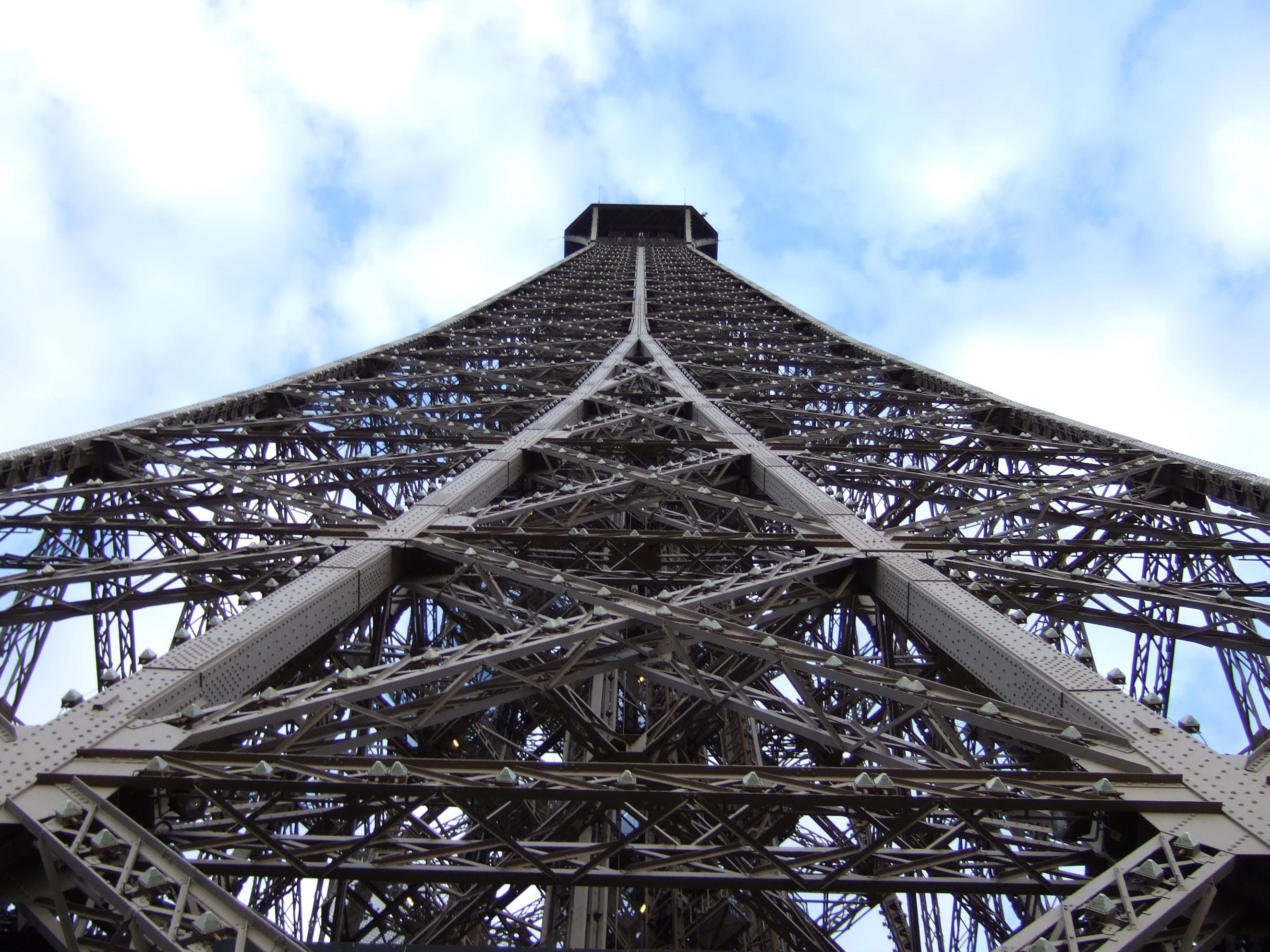
Pohled na vrchol Eiffelovy věže z jejího druhého patra
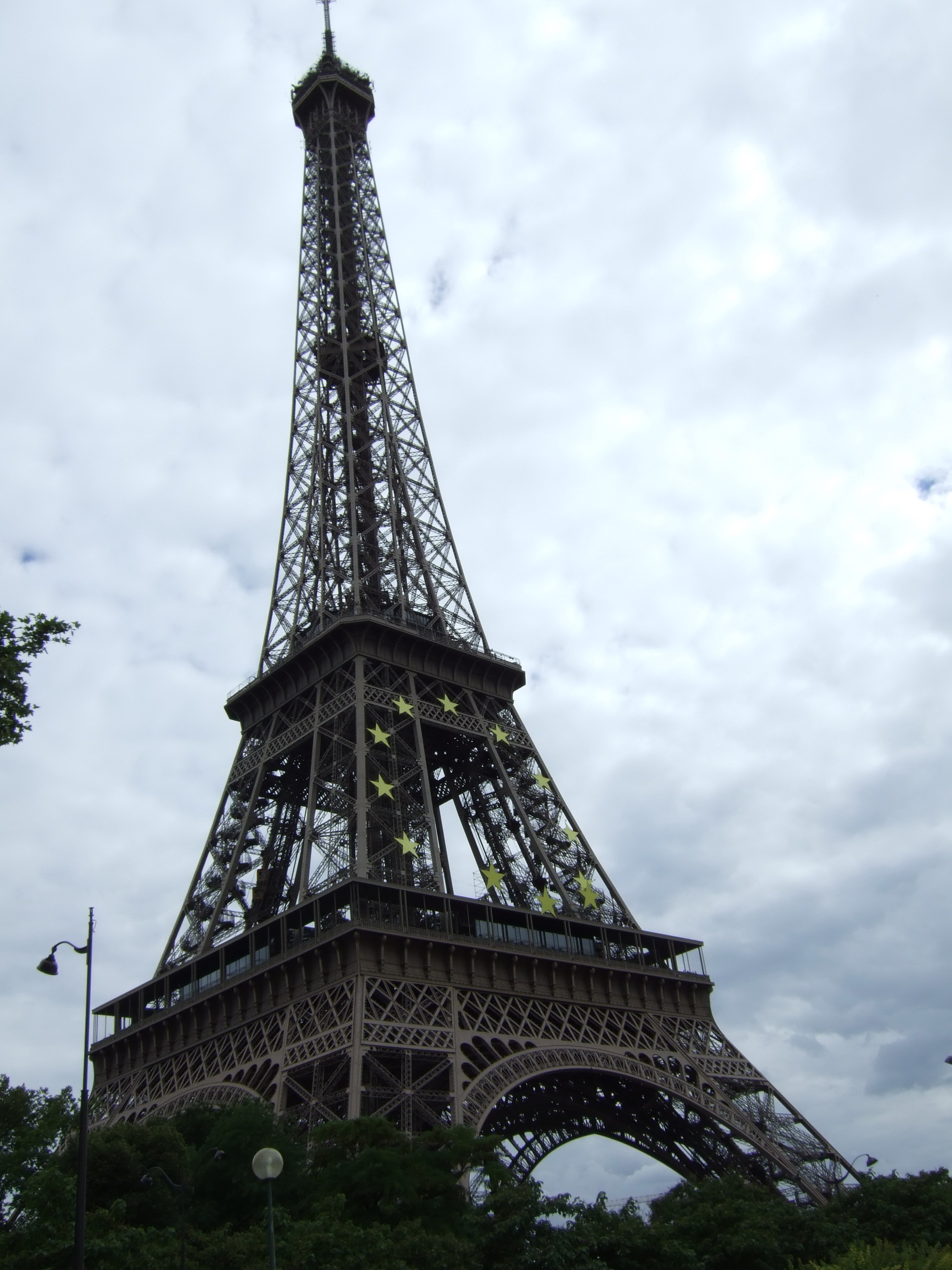
Eiffelova věž
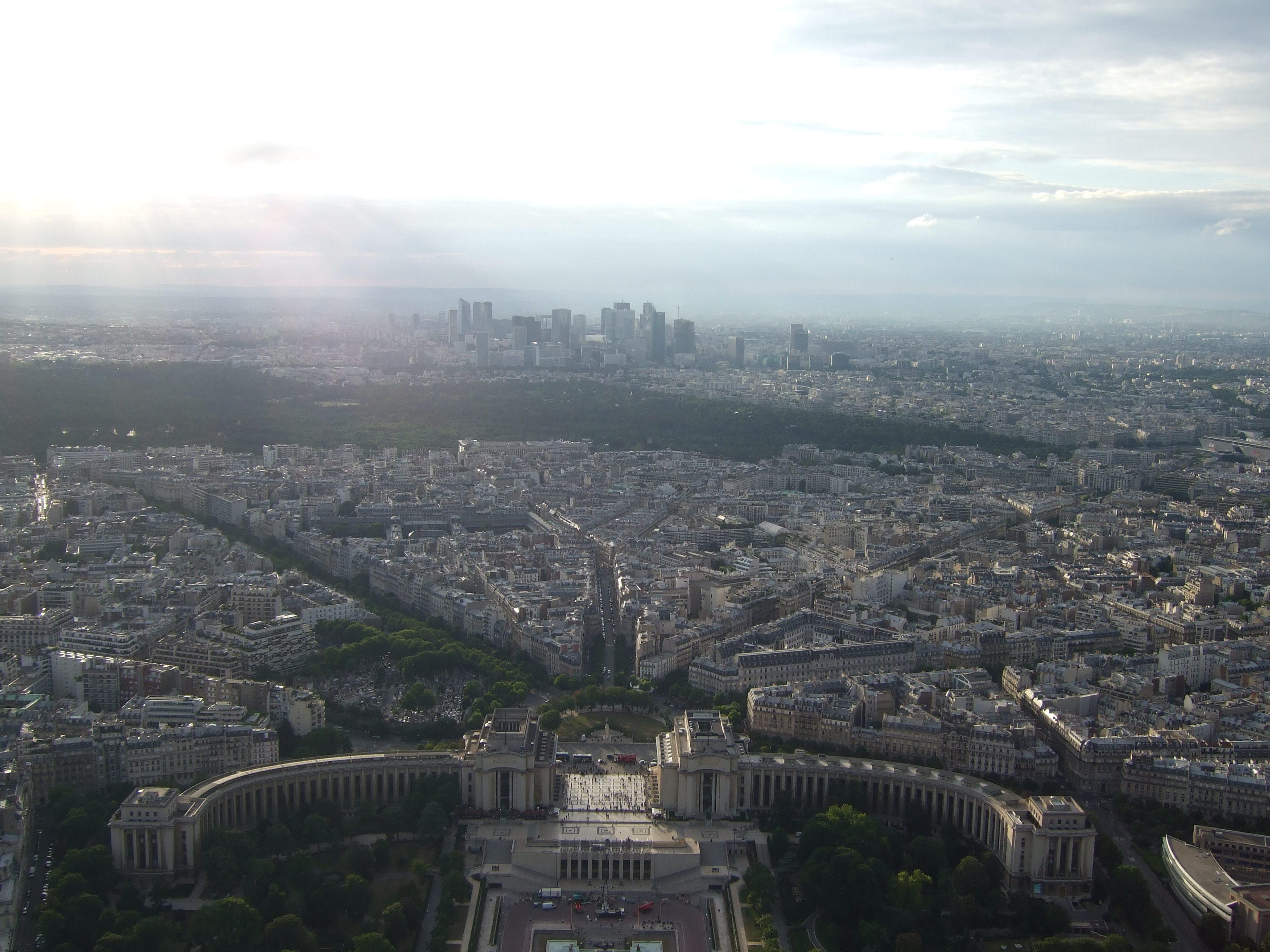
Pohled z Eiffelovy věže na severozápad
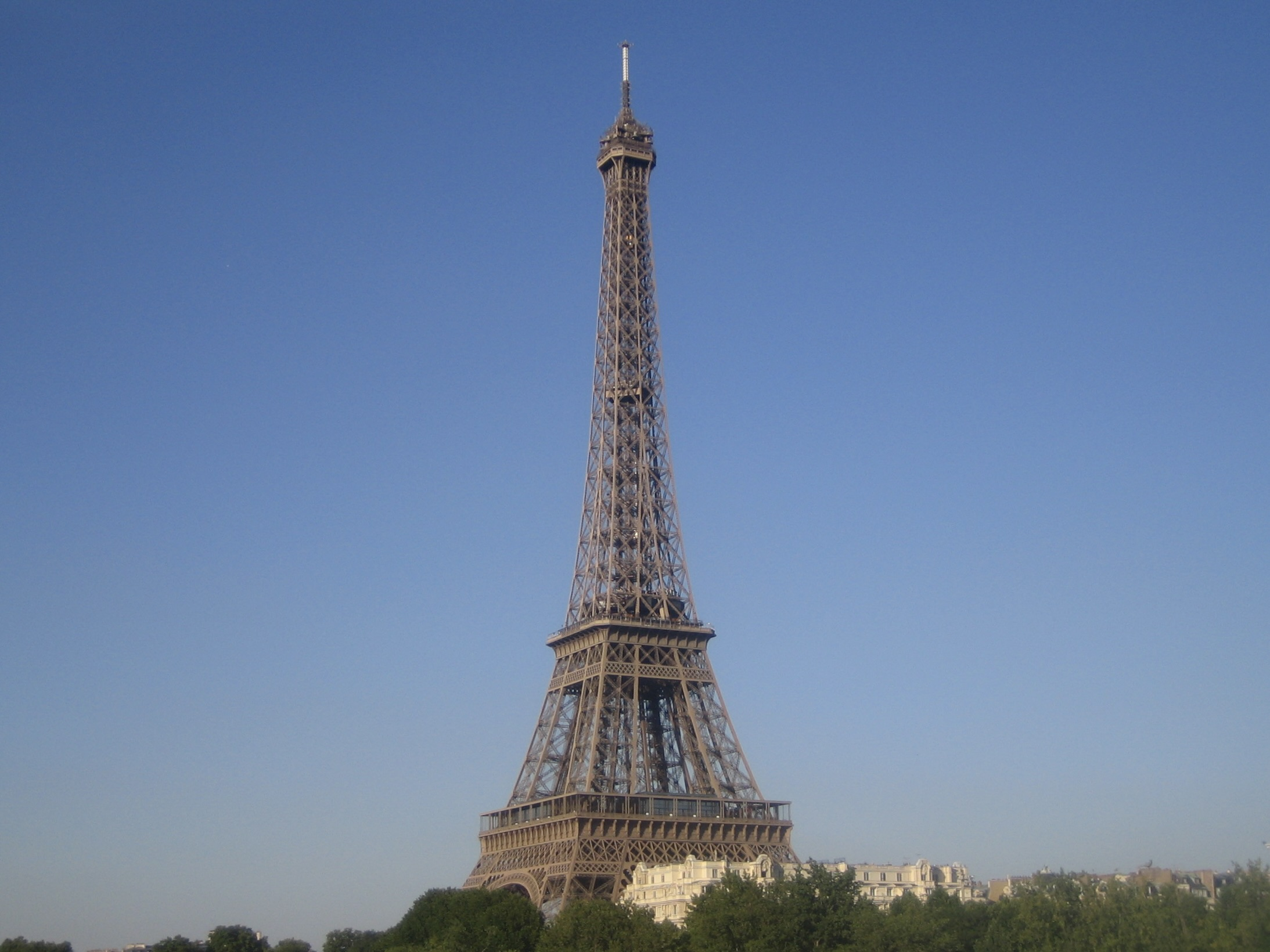
Eiffelova věž
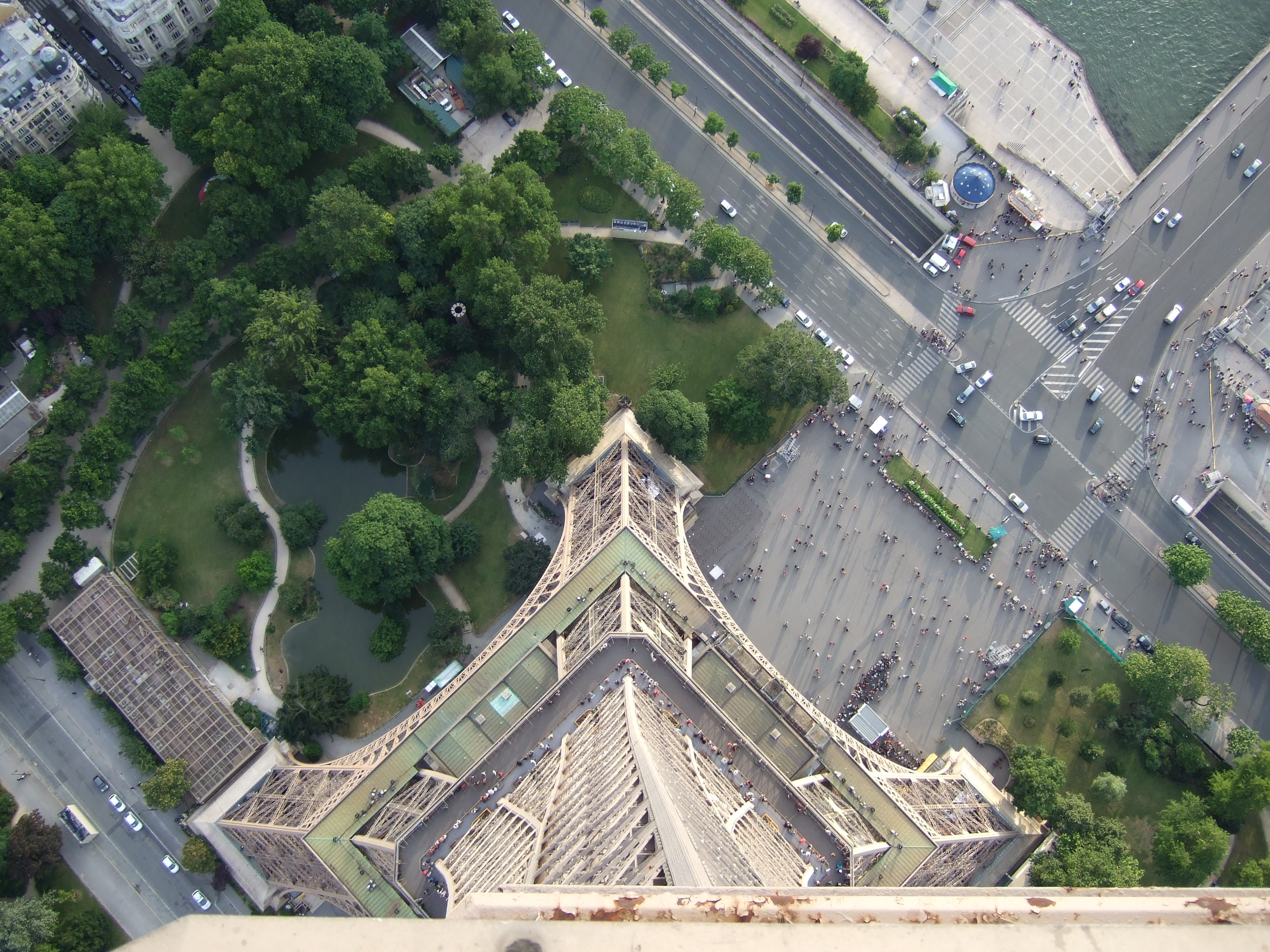
Pohled na západní nohu Eiffelovy věže
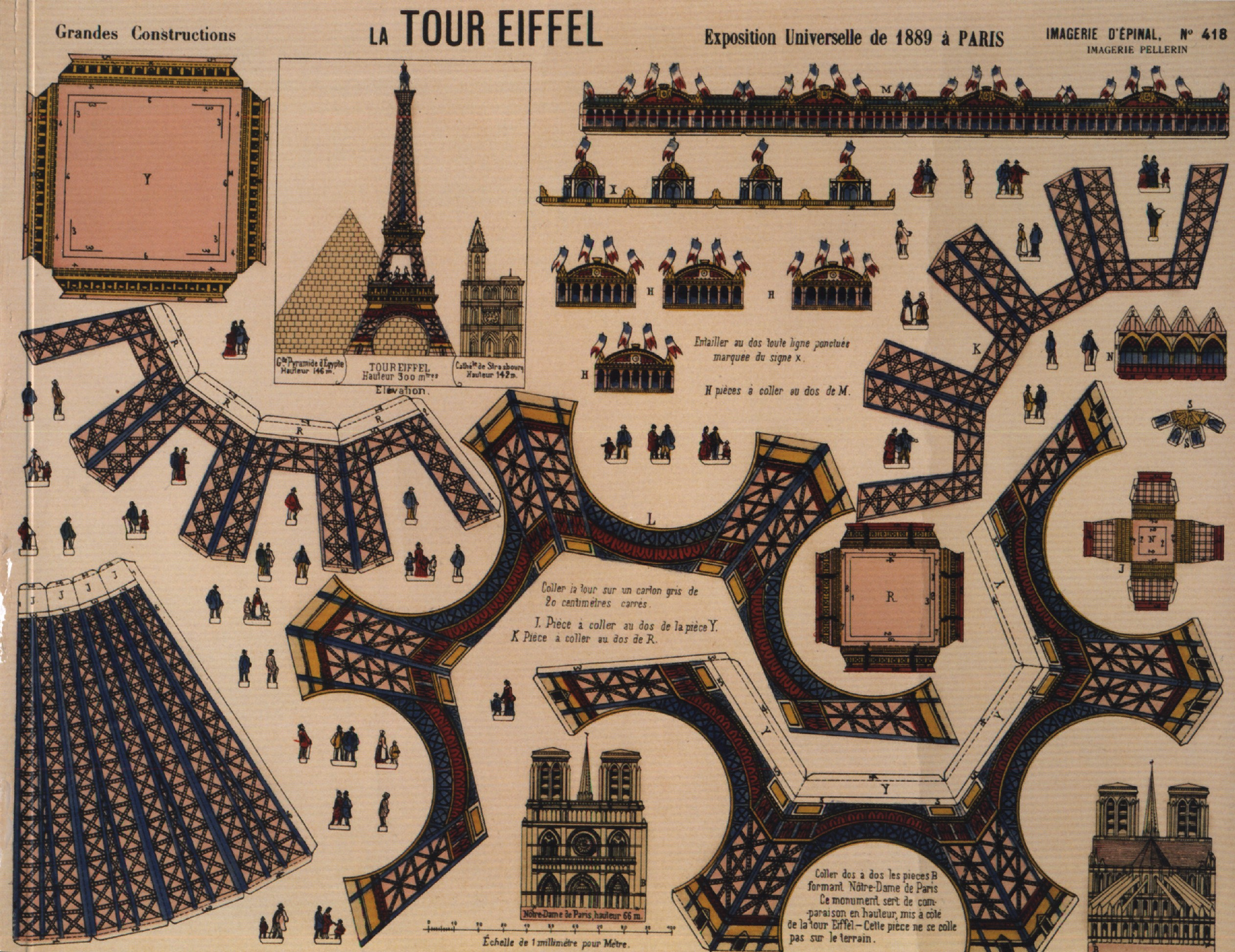
Slepovací model Eiffelovy věže ke Světové výstavě 1900
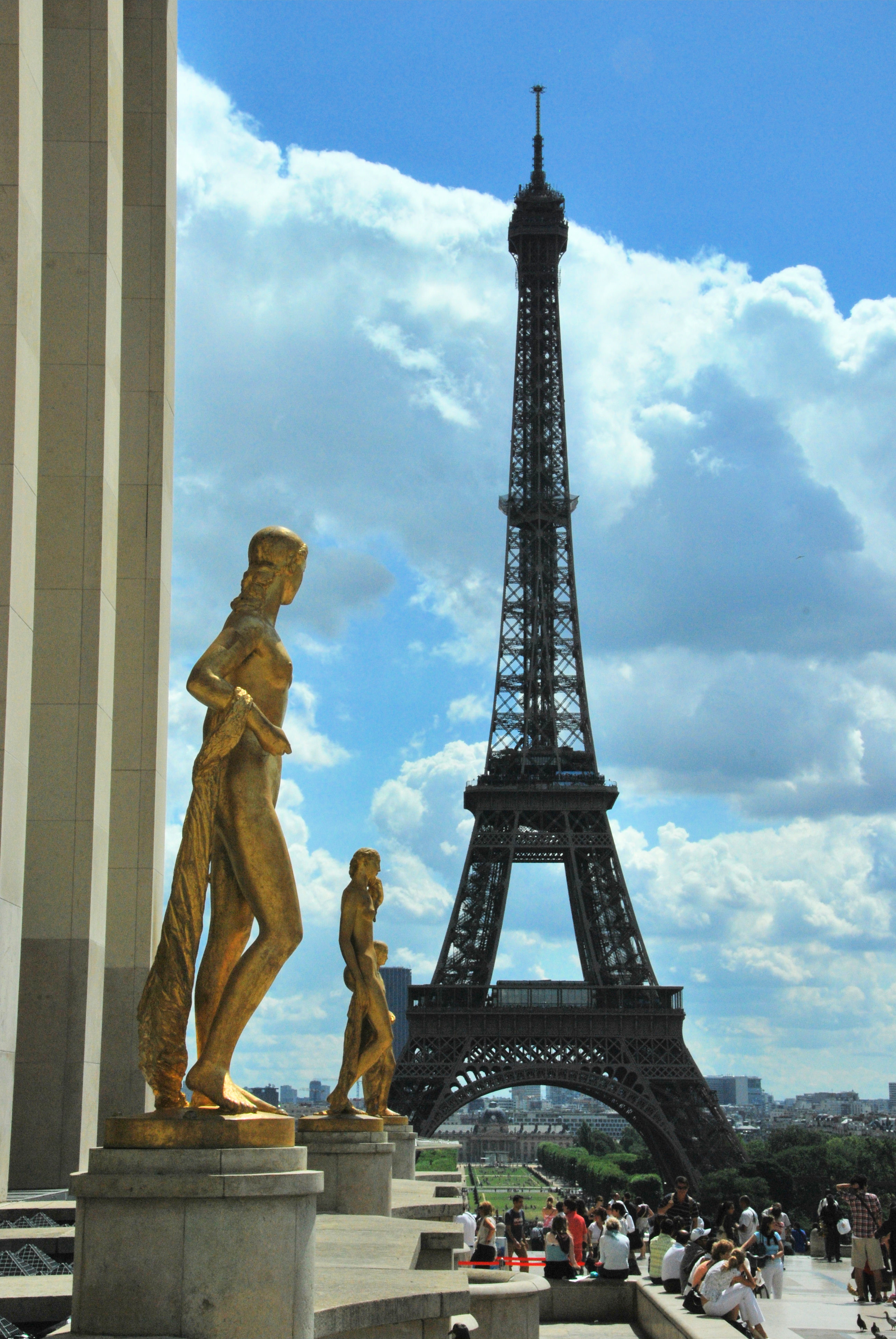
Eiffelova věž z Trocadéra
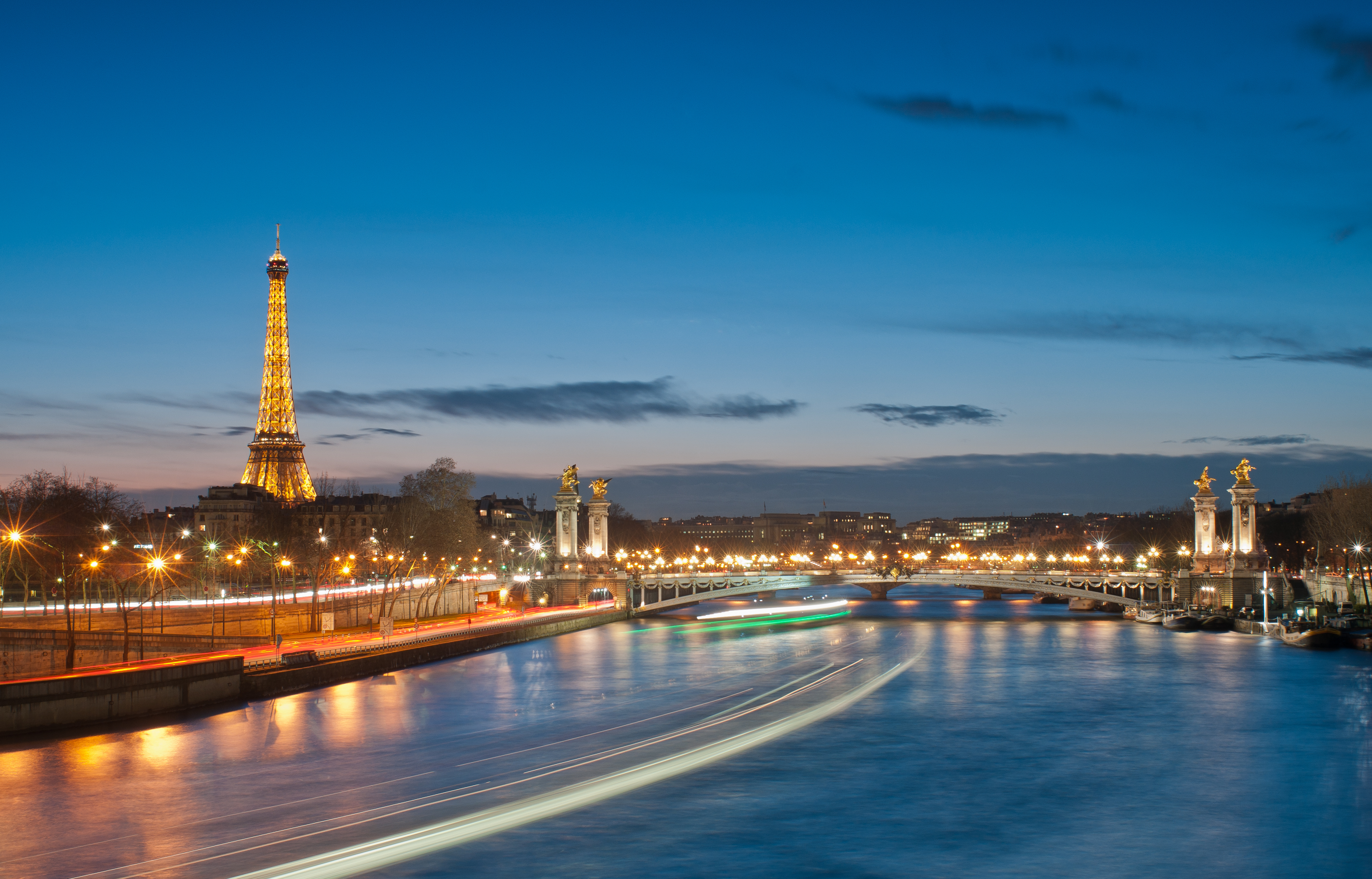
Noční snímek s mostem Pont Alexandre III